# Eduardo Neto
Eduardo Neto (nacido el 24 de octubre de 1988) es un futbolista brasileño que se desempeña como centrocampista.
Jugó para clubes como el Bahia, Botafogo, Braga, Vitória, SC Tavriya Simferopol, Avaí, Kawasaki Frontale y Nagoya Grampus.

## Trayectoria

### Clubes
| Club                  | País     | Año         |
| --------------------- | -------- | ----------- |
| Bahia                 | Brasil   | 2006 - 2008 |
| Villa Rio             | Brasil   | 2008 - 2011 |
| Botafogo              | Brasil   | 2008 - 2010 |
| Braga                 | Portugal | 2010        |
| Vitória               | Brasil   | 2011        |
| ABC                   | Brasil   | 2012 - 2013 |
| SC Tavriya Simferopol | Ucrania  | 2012 - 2013 |
| Avaí                  | Brasil   | 2014 - 2015 |
| Kawasaki Frontale     | Japón    | 2016 - 2018 |
| Nagoya Grampus        | Japón    | 2018 - 2019 |